# Horák József
Horák József (Kolozsvár, 1942. május 11.) erdélyi magyar egyetemi tanár, farmakológus.

## Életpályája
A kolozsvári Brassai Sámuel Líceumban érettségizett (1959), a Babeș–Bolyai Egyetemen szerezte szerves-kémikus diplomáját (1965), a biokémia doktora (1980).

## Munkahelyek
- 1965–1972 kutató, Sodronyipari Művek, Aranyosgyéres
- 1972–1990 tanársegéd a kolozsvári Orvostudományi és Gyógyszerészeti Egyetem (OGYE)
- 1990–1997 adjunktus (OGYE)
- 1997–1999 docens (OGYE)
- 1999–2001 docens, Nagyváradi Egyetem Orvosi és Gyógyszerészeti Karon
- 2001– tanszékvezető professzor

## Tudományos társaságok
- Román Orvosi Társaság – rendes tag
- Román Farmakológiai Társaság – rendes tag
- New-York-i Akadémia – rendes tag
- Worldwide Hungarican Medical Academy Boston tagja
- Magyar Professzorok Világtanácsának tagja

## Tudományos munkássága
Kutatási területei 1–4 Benzodiazepin (BZD) származékok hypolipémiás és hypoglikémiás hatásának vizsgálata. 1972-től ez volt a kutató munkájának a legfontosabb területe. Először közölte a szakirodalomban, hogy a BZD csökkenti a lipidszintet, ha ennek az értéke a normálisnál magasabb. Hypérlipémiát patkányokon Triton WR 1339 vagy margarin+koleszterollal, hyperglicémiát sztrptozotocinnal idézett elő.
Ugyancsak vizsgálatokat folytatott korlátozott számú 50-60 hyperlipémiás és normolipémiás egyéneken. Kísérleteik bebizonyították, hogy a BZD származékok, különösen a diazepámnak csökkentő hatása van a vér triglicerid, valamint a koloszteról szintjére. Ugyanakkor sztreptozotocinnal előidézett diabetikus patkányokon a diazepám normalizálta a vércukor szintet.
Sikerült tisztázni a BZD származékok hatásmechanizmusát. Hatásukat nem a központi idegrendszerben található receptorok fejtik ki, hanem a periférikus receptorok stimulásán keresztül hatnak. Számtalan BZD származék lipid csökkentő hatását vizsgálva, sikerült a kémiai szerkezet és hypolipémiás hatás között összefüggést találni.
Ismeretterjesztő írásait magyar nyelven az Igazság, A Hét, TETT közölte.
Részt vett 54 kongresszuson.

## Megjelent könyvei
A szakirodalomban megjelent 5 gyógyszertani monográfiája, kettőben főszerkesztő, 88 tudományos dolgozata,(szerző és társszerző) 58 a nyugati szaklapokban.

### Szerző
- Benzodiazopinele Chimie, Biochimie, Farmacologie, Aplicatii terapeutice. Ed. Med.Univ. Iuliu Hateganu Cluj 2001 ISBN 973-8019-47-8
- Efectele metabolice ale unor derivatii de Benzodiazepina Ed.Risoprint, 2003 ISBN 973-656-496-7

### Társszerző
- Farmacoterapia aterosclerozei Ed.Medicala Bucuresti 1966
- Farmacologie pentru medici (vol.III) Ed.Dacia, Cluj 1995 ISBN 973-35-0465-3
- Farmacologie pentru medici (vol.IV) Ed.Dacia, Cluj 1996 ISBN 973-35-0578-1

## Fontosabb munkái
Külföldön közölt tudományos dolgozatok a következő szaklapokban jelentek meg:
- Atherosclerosis -31(1978)435-447
- Agressologie 1980 21-4 207-214
- Mikrochimica Acta (Wien) 1979 405-413
- Journal of Thermal Analysis vol .20 435-445
- Acta Physiologica Hungarica 87 (2) 2000 193-199
- Current Therapeutic reasearch vol. 48 no.5 1990
- Viaţa Medicală vol.XXVI nr.1 1979
- Fiziologia-Phyziology 1998.1.17